# Close to Home (гурт)
Close to Home — американський пост-хардкор-гурт із Цинциннаті, Огайо, Сполучені Штати, заснований у 2005 році. Вони випустили три міні-альбоми і три повноформатних альбоми: Picture Perfect, їхній дебют на мейджор-лейблі Never Back Down, який вийшов 15 лютого 2011 року; та їх остання робота, Momentum, яка була випущена 31 липня 2012 року на Artery Recordings.  Close to Home гастролював Сполученими Штатами та Європою з такими гуртами, як Silverstein, Emery, Dance Gavin Dance, In Fear and Faith, We Came as Romans та Electric Callboy.  Вони також брали участь у турах Scream It Like You Mean It у 2010 та 2012 роках. 10 грудня 2010 року вони підписали контракт з Artery Recordings; однак цей договір було виконано.  Раніше гуртом керував Outerloop Management. Close To Home зазвичай зображується як CTH.

## Історія

### Заснування таPicture Perfect,One Chance, One Time(до 2005–2006)
У 2005 році брати Джош і Джастін Уеллс створили гурт «Close to Home» разом зі своїм другом, басистом Бредом Андрессом у Цинциннаті, штат Огайо. До участі в лейблі або випуску запису Close to Home запросили виступити на трьох концертах у західній частині Сполучених Штатів (Монтана, Денвер і Солт-Лейк-Сіті) під час Vans Warped Tour 2005. У 2006 році, під час їхнього першого нефестивального туру, Андрессу діагностували рак (у Сіетлі). Поки Андрес був госпіталізований, Close to Home знову запросили виступити на трьох південних концертах Сполучених Штатів (Орландо, Маямі та Тампа) під час Vans Warped Tour 2006. У жовтні 2006 року Андресс помер. 

### МініальбомиLegends Live On,StandbyтаLet It Be Known(2006–2009)
Після смерті басиста Бреда Андресса, Close to Home провели більшу частину 2006 року, збираючи своїх учасників до сьогоднішнього складу (окрім змін вокалістів): Джош Веллс (гітара), Джей Джей Купер (гітара) і Тревіс Гартман (ударні). Було підтверджено, що гітаристи Джош Уеллс і Джей Джей Купер записали всі басові партії після смерті Бреда Андресса. EP "Legends Live On" був випущений через iTunes 7 квітня 2008 року і став останнім живим шоу, яке басист Бред Андресс грав перед смертю. За словами гітариста Джоша Уеллса, «решта чотирьох треків на платівці розповідає про Бреда Андресса та про те, як ми когось втратили». Уеллс також заявив, що через смерть Андресса «Close to Home» не має постійного бас-музиканта. У 2007 році Close to Home переміг у "Битві гуртів" Ерні Бола. Це дозволило Close to Home зіграти один вечір у відомому турі Taste of Chaos Tour. За словами гітариста Джоша Уеллса, вони «грали для 13 000 людей, розділяючи сцену з The Used, 30 Seconds To Mars, Chiodos, Senses Fail, Saosin, Aiden і Evaline, і отримали призи, як-от ударну установку та бас-гітару». У 2007 році Close to Home втретє виступили на Vans Warped Tour. EP "Standby" був випущений через iTunes 29 квітня 2008 року. Незабаром після цього Close to Home розпочали тур «V-Neck and Shaved Chest» (червень 2008) з We Came as Romans. Let It Be Known EP містив спів Шейна Толда із Silverstein у пісні "Promise"; після цього релізу, група гастролювала з Poison The Well і The Sleeping. Протягом цього часу гурт також був представником продукції Sexy Hair.

### Гастрольна діяльність (2009–2010)
Close to Home виступив у міні-турі (вересень - жовтень 2009) з I Am Abomination.  Close to Home також вирушив у тур «Scream It Like You Mean It 2010» (липень-серпень 2010) із Silverstein, Emery, Dance Gavin Dance, I Set My Friends on Fire, Sky Eats Airplane, Ivoryline та We Came as Romans.  Енді Ґласс із We Came as Romans грав на басу протягом всього туру.

### Never Back Down(2010–2011)
Уривок із блогу гурту на MySpace:
«Never Back Down — наш дебютний альбом! Ми провели весь 2010 рік, створюючи цей запис і готуючи все, щоб його випустити! Я просто хотів трохи розповісти вам про процес створення цього запису та про те, якою була його концепція. Коли нам вперше сказали, що ми будемо робити повноформатний альбом, ми сіли і довго думали, у якому напрямку ми хочемо піти, музично та текстово. Ми завжди намагалися бути справжніми в усьому, що ми робимо, і писати те, що є реальним для нас, тому концепція запису сформувалася там. Ми вирішили створити запис, який би був точним відображенням нашого життя таким чином, щоб кожен міг оцінити. Для тих, хто підтримує нас протягом тривалого часу, ви знаєте про боротьбу, через яку ми пройшли особисто та в бізнесі, переслідуючи те, що ми любимо. Це ніколи не було легкою подорожжю, але ми завжди були невпинними та «DIY» у своїх зусиллях. Назва альбому та обкладинка досить прості в тому, що він зображує. Бути аутсайдером і зіткнутися з чимось величезним перед собою. Змістом самого запису ми всі дуже пишаємось. У музичному плані на нього вплинуло все, що ми коли-небудь любили, і ми віримо, що воно перенесе слухача в подорож. Це показує хороші та погані сторони того, що ви любите, жертвуючи всім. Ми намагалися показати це як музично, так і лірично. Деякі пісні набагато веселіші та розповідають про хорошу сторону нашого життя. Дружба, подорожі, вечірки, створення незабутніх моментів у житті, за які варто боротися, і просто любов до людей і самої музики. З іншого боку, це одне з найважчого звучання, яке ми ще писали, і воно зображує недоліки та труднощі. Завжди зникаєш і вислизаєш від розуміння того, як це коли-небудь бути «нормальним» знову. Навантаження, яке це створює для дружби та всіх стосунків у житті. Люди, які хочуть забруднити музику, наговорити лайна, заразити її нечистими намірами. Ми зняли музичний кліп на пісню «All We Know», який є коротким змістом того, про що запис. Назва альбому Never Back Down походить від цієї пісні. Ми хотіли, щоб запис був чимось, що міг би оцінити будь-хто, хто коли-небудь займався тим, що любив у житті, жертвував чи долав великі перешкоди. Не можу дочекатися, коли люди послухають його від початку до кінця! Щоб почути це як єдину роботу і дати нам відгук». - Close to Home
Альбом часто порівнювали з A Day to Remember через схожий вокальний стиль і жанр, що поєднує елементи важкого пост-хардкору та металкору з поп-панком, що призводить до мелодійного хардкорного звучання.
25 лютого 2011 року «All We Know» був випущений як перший офіційний сингл із Never Back Down разом із музичним відео.
Close to Home з’явився в Downtown Battle Mountain Tour (березень-квітень 2011) на підтримку Dance Gavin Dance, Iwrestledabearonce та In Fear and Faith на підтримку Never Back Down . Відповідно до публікації гурту у Facebook 6 червня 2011 року, бас-гітарист Дерек Фауст був офіційно названий поточним басистом туру Close to Home протягом цього часу. Close to Home виступили в турі Arkaik + MerchNow + Artery "Summer Party" (липень-серпень 2011) на розігріві у In Fear and Faith і Vanna.
16 лютого 2012 року стало відомо, що початковий трек Never Back Down під назвою «Intro» був використаний у рекламному ролику «The Jetpack: When Do Gets Done» китайської багатонаціональної компанії персональних технологій Lenovo Group Limited тривалістю 0:33 секунди.

### Momentum(2011–2013)
За словами гітариста Close to Home Джоша Уеллса, гурт увійшов у студію невдовзі після туру Arkaik + MerchNow + Artery "Summer Party", щоб записати продовження Never Back Down. Close to Home надали підтримку під час туру Merchnow.com + Arkaik Clothing "I'm Alive" (вересень - жовтень 2011) з We Came as Romans і додатковою підтримкою від Miss May I, Of Mice &amp; Men і Texas in July. Close to Home та We Came as Romans також грали на фестивалі в Кенті, штат Огайо, у The Outpost із Worth The Wait та Ionia 15 жовтня 2011 року. За словами головного вокаліста Ніка Стінса, Close to Home знову увійдуть до студії звукозапису в листопаді 2011 року. Заплановано, що Close to Home зіграють два різдвяні шоу: перше 17 грудня 2011 року в пабі Penny Road у Баррінгтоні, штат Іллінойс, як безпосередня підтримка The Color Morale, а друге як хедлайнер для "Rock The Halls" 22 грудня, 2011, у театрі Медісон у Ковінгтоні, штат Кентуккі, за підтримки Sea Over Comfort, Keep Me From Dreaming, Taking Regan і Put to Rest. Останнє стало першим концертом у рідному місті за сім місяців. Гурт підтвердив через Facebook, Close to Home також буде записуватися з січня до початку березня 2012 року з інженером і продюсером Ендрю Вейдом (A Day to Remember, The Word Alive). Вокаліст Нік Стінс неофіційно оголосив про свій вихід у листопаді 2011 року; і офіційно оголосив 2 лютого 2012 року, що він не буде задіяним у гурті (наразі в Окалі, штат Флорида, щоб розпочати відстеження та запис наступної платівки), і покинув групу. Згідно зі сторінкою гурту у Facebook, інструментальний супровід було завершено приблизно в кінці лютого 2012 року. Супровід голосу почався на початку березня 2012 року; хоча було незрозуміло, хто був обраний  заміною вокаліста. 22 березня 2012 року AMP оголосив, що «група вирушить цієї весни та стане одним із хедлайнерів [туру «The Great American Roar»] із Ice Nine Kills за підтримки For All I Am та One Year Later (квітень – травень 2012 року)." Гітарист Джош Уеллс додав: «Після двох місяців роботи в студії ми всі дуже раді повернутися в тур. Я не можу дочекатися, щоб показати людям, наскільки чудові деякі з цих нових пісень наживо, і наскільки чудовий вокал Ендрю [ДеНіфа]».  18 квітня 2012 року Close to Home було оголошено як частину туру « Scream It Like You Mean It 2012» (липень-серпень 2012) разом із хедлайнером Attack Attack! з We Came as Romans, The Acacia Strain, Oceano, Like Moths to Flames, Impending Doom, Woe, Is Me, Abandon All Ships, Secrets, Volumes, For All Those Sleeping, The Chariot, Glass Cloud, At The Skylines, Texas in July, In Fear and Faith та Hands Like Houses. 23 травня 2012 року гурт випустив свій перший сингл із Momentum під назвою «Backstabbers Need Not Apply». За словами гітариста Джей Джей Купера 25 травня 2012 року, Дерек Фауст більше не є гастролером групи; і Джош Тренкамп (колишній учасник Sea of Treachery) замінить бас під час туру «Scream It Like You Mean It 2012». Close to Home випустили свій другий сингл під назвою «Family Ties» 27 червня 2012 року; з Кайлом Павоном і Девідом Стівенсом із «We Came As Romans». Початкова дата випуску альбому Momentum 17 липня 2012 року була перенесена на 31 липня 2012 року з нерозкритих причин; він був доступний через iTunes і MerchNow у день його випуску через Artery Recordings. У перший тиждень випуску Momentum досяг 157 місця в Billboard Top 200 і 4 місця в Billboard Top New Artists. 9 серпня 2012 року Close to Home потрапили під № 4 на Billboard Heatseekers, № 41 на Billboard Independent Albums і № 21 на Billboard Hard Rock.  14 жовтня 2012 року Close to Home зняли відео на безіменну пісню Momentum; а 17 жовтня Джей Джей Купер затвердив Джоша Тренкампа офіційним басистом гурту. Close to Home почали надавати пряму підтримку Modern Day Escape у «турі Гаррі Пота» (жовтень – листопад 2012), разом із Picture Me Broken, однак 29 жовтня 2012 року цей тур було скасовано через вихід Modern Day Escape. На завершення 2012 року Close To Home надали пряму підтримку For All Those Sleeping, а також The Browning, My Ticket Home і Buried in Verona у турі «The Remember Your Roots Tour» (листопад – грудень 2012); і були включені до 4-го щорічного шоу White Couch Production «20 Bands of Christmas» 8 грудня 2012 року в Палатіні, штат Іллінойс, разом із хедлайнером Like Moths to Flames за підтримки The Color Morale, For All Those Sleeping, The Plot in Ви, Ice Nine Kills, The Browning, My Ticket Home, Buried in Verona та Assassins серед багатьох інших. 30 листопада 2012 року Close to Home випустили кліп на пісню «Don't Waste Your Breath» ексклюзивно через Alternative Press. 3 грудня 2012 року через Alternative Press було оголошено, що пісня «Don't Waste Your Breath» стала найбільш поширюваним відео протягом тижня після його випуску.  На початку 2013 року Close to Home виступили хедлайнерами «A Metal Christmas & A Heavy New Year Tour» (січень 2013) за підтримки We Are Defiance, The Overseer, One Year Later і From Atlantis. 15 лютого 2013 року Close to Home зіграли свій перший концерт у рідному місті в The Thompson House у Ньюпорті, штат Кентуккі і надали підтримку хедлайнеру Eskimo Callboy під час європейського туру "Get Drunk or Fuck Off Tour 2013" (лютий - березень 2013), за додаткової підтримки The Browning та INTOHIMO. 21 лютого 2013 року Close to Home оголосили про свій хедлайнер «The Momentum Tour» (березень – квітень 2013) за підтримки Adestria, Alive in Standby, Myka Relocate і Dismember the Fallen. Close to Home грали у Thompson House у Ньюпорті, штат Кентуккі, 7 червня 2013 року з Sea of Treachery.

### Still Standing, розпад і створення нового гурту (2013–15)
10 липня 2013 року гурт оголосив про початок запису акустичного EP через Twitter. Це перший альбом після виконання контракту з Artery Recordings Razor & Tie. Гурт відкрив сторінку IndieGoGo у жовтні 2013 року, щоб допомогти у фінансуванні цього міні-альбому, а також розглянути нещодавнє закриття контракту.  Ця кампанія успішно завершилася 8 грудня 2013 року.
13 серпня 2013 року в віскі-барі Haymarket у Луїсвіллі, штат Кентуккі, гурт підтримував He Is Legend за додаткової підтримки Sea of Treachery та The American. Гурт виступив хедлайнером міні-туру (22–30 жовтня 2013 року) за безпосередньої підтримки Death of an Era; який також включав 2-й день осіннього фестивалю "South By So What" 26 жовтня 2013 року в Quicktrip Park у Гранд-Прері, Техас; підтримка хедлайнера Sleeping With Sirens. Через розпад Serianna, Death of an Era зайняли їх місце в цьому турі. 9 грудня 2013 року гурт був затверджений на 10-річчя Third String Productions "South By So What?!" фестиваль (15 березня 2014) у Quiktrip Park у Гранд-Прері, Техас. 1 січня 2014 року стало відомо, що початковий трек Never Back Down під назвою «Intro» був використаний у рекламі NBC Sports для Олімпійських ігор у Сочі 2014 року. 
6 січня 2014 року гурт оголосив про хедлайнер «The March Drunken Mess Tour» (лютий – березень 2014) з Famous Last Words, Phinehas і Climates. Climates відмовилися від туру до його початку з нерозкритих причин. 29 січня 2014 року гурт було затверджено для участі у фестивалі «Never Say Never Fest», який відбувся 12 березня 2014 року в Лас-Пальмас Рейс Парк у Мішні, Техас. 22 квітня 2014 року гурт випустив акустичний EP «Still Standing». 3 листопада 2015 року гурт оприлюднив заяву, в якій говориться, що через вихід засновника Джоша група більше не може продовжувати свою діяльність. Решта учасників створили новий гурт під назвою «Actual Villains».

## Гостьові виступи
Джош Уеллс підтвердив свою появу вокалістом у треках «Mis//Understanding» і «Understanding What We've Grown To Be» We Came as Romans. Ці треки включені в альбом Understanding What We've Grown to Be, випущений 13 вересня 2011 року на Equal Vision Records.
Ендрю Деніф виступив гостем у треку "Fake Blood" від Veara. Цей трек є в альбомі Growing Up Is Killing Me, випущеному 24 вересня 2013 року на Epitath Records .

## Музичний стиль
Звук гурту часто описують як поєднання важкого пост-хардкору та металкору з легким поп-панком і панк-роком, через що їхній жанр часто називають «мелодійним хардкором» у дусі Four Year Strong, хоча гурт ніколи не підтверджував цього про їхній музичний стиль.

## Учасники гурту
Поточний склад
- Джош Уеллс — гітара, бек-вокал (2005–2015)
- Ендрю Деніф — ведучий вокал (2012–2015)
- Джей Джей Купер — гітара (2007 – 2015)
- Тревіс Хартман — барабани, перкусія (2007–2015)
- Джош Тренкамп — бас, бек-вокал (2012–2015)

Колишні учасники
- Джастін Уеллс — ударні, перкусія (2005–2007)
- Бред Андресс — бас (2005–2006, помер)
- Ден Редер — бас (2007–2009)
- Нік Стієнс — ведучий вокал (2007–2012)
- Бен Брунер — ведучий вокал (2003–2006)
- Ерік Кронштейн - гітара (2003-2005)
- Ерік Кіз - бас (2004-2006)

Гастрольні учасники
- Енді Ґласс — бас (2010–2011)
- Дерек Фауст — бас (2011–2012)
- Брендон Брюер — бас, бек-вокал (2010–2011)

## Дискографія
Студійні альбоми
| рік      | Альбом                                                                      | Позиції в діаграмі | Позиції в діаграмі | Позиції в діаграмі | Позиції в діаграмі |
| рік      | Альбом                                                                      | Білборд 200        | Топ Heatseekers    | Незалежні альбоми  | Альбоми хард-рок   |
| -------- | --------------------------------------------------------------------------- | ------------------ | ------------------ | ------------------ | ------------------ |
| 2004 рік | Один шанс, один раз - самозвільнений                                        | -                  | -                  | -                  | -                  |
| 2006 рік | Зображення ідеальне - самозвільнений                                        | -                  | -                  | -                  | -                  |
| 2011 рік | Ніколи не здавайся - Випущено 20 липня 2011 року - Лейбл: Artery Recordings | -                  | -                  | -                  | -                  |
| 2012 рік | Імпульс - Випущено 31 липня 2012 - Лейбл: Artery Recordings                 | 157                | 4                  | 41                 | 21                 |

ЕР
- Standby EP (самовипущений, квітень 2008)
- Let It Be Known EP (самовипущений, жовтень 2009)
- Still Standing EP (самовипущений, квітень 2014)

Сингли
- «You Struck a Nerve (I Struck a Match)» (2009)
- «End of an Era» (2011)
- «All We Know» (2011)
- «Backstabbers Need Not Apply» (2012)
- «Family Ties» (2012)

## Музичні кліпи
| Рік  | Пісня                     | Режисер                    |
| ---- | ------------------------- | -------------------------- |
| 2009 | "Headphones"              | Мет Граймс                 |
| 2011 | "All We Know"             | Рауль Гонзо                |
| 2012 | "Don't Waste Your Breath" | Ден Кеннеді та Раса Ачарья |

## Зовнішні посилання
- Офіційний сайт